# Carcelia malacosomae
Carcelia malacosomae là một loài ruồi trong họ Tachinidae.